# Ligne de Landquart à Davos-Platz
La ligne de Landquart à Davos-Platz (en allemand Bahnstrecke Landquart–Davos Platz), est une ligne ferroviaire suisse, no 910, elle fait partie du réseau à voie étroite des Chemins de fer rhétiques (RhB). C'est une ligne qui relie les villes de Landquart et de Davos, via Klosters, dans le canton des Grisons.

## Chronologie
- 22 avril 1887 : concession[1]
- 8 février 1888 : création de la compagnie LD[2]
- 9 octobre 1889 : mise en service des 33 km de Landquart à Klosters[2]
- 21 juillet 1890 : mise en service des 17 km de Klosters à Davos[2]